# Un curieux cas d'amnésie
Pour plus de détails, voir Fiche technique et Distribution.
Un curieux cas d'amnésie est un court-métrage réalisé par Henri Verneuil en 1951.

## Synopsis
Envoyé par son épouse qui s'inquiète de la santé mentale de son mari, particulièrement en raison de ses problèmes de mémoire (celui-ci oublie tout dans la seconde qui suit), Monsieur Boulard (joué par Francis Blanche) rend visite au psychiatre le Dr Brac (joué par Pierre Dac). Une situation qui va, bien évidemment, entrainer des quiproquos.

## Fiche technique
- Réalisation : Henri Verneuil
- Scénario : Pierre Dac et Max Régnier (d'après un sketch)
- Photographie :
- Montage :
- Pays :  France
- Genre : Court métrage de comédie
- Durée : 14 minutes
- Année de sortie : 
  - France : 1951

## Distribution
- Pierre Dac : Dr Brac, le psychiatre
- Francis Blanche : Monsieur Boulard, l'amnésique